# Bohuslav Ungrád
Bohuslav Ungrád (23. ledna 1918 – srpen 1997[zdroj⁠?!]) byl český a československý politik Komunistické strany Československa, poslanec České národní rady a Sněmovny národů Federálního shromáždění za normalizace.

## Biografie
K roku 1969 se uvádí původní profesí coby dentista, bytem Žamberk. Získal státní dentistickou zkoušku a pracoval jako dentista a zástupce přednosty stomatologického oddělení polikliniky v Žamberku. V době svého nástupu do parlamentu byl poslancem východočeského KNV a předsedou Krajského výboru Národní fronty. Byl nositelem vyznamenání Za zásluhy o výstavbu a titulu Průkopník socialistické práce.
Po provedení federalizace Československa usedl v lednu 1969 do Sněmovny národů Federálního shromáždění. Do federálního parlamentu ho nominovala Česká národní rada, kde rovněž zasedal. Ve FS setrval do konce funkčního období, tedy do voleb v roce 1971.